# Маккей, Джим
Джим Маккей (англ. Jim McKay) — американский режиссёр, продюсер и сценарист кино и телевидения.
Он был режиссёром эпизодов сериалов «Прослушка», «Тримей», «Большая любовь», «Преступное намерение» и «Мистер Робот», а также сценаристом и режиссёром «Обычных людей» и «Ангела».

## Карьера
Для «Прослушки», Маккей снял четвёртый эпизод четвёртого сезона, "Беглецы". Шоураннер Дэвид Саймон видел фильмы HBO от Маккея и описывает их как "мастерские фильме об обычной жизни" и посчитал, что Маккей был бы идеальным для сериала, основанного на их общей характеристике накопленной драмы в мелких моментах. Маккей работал с несколькими актёрами шоу над другими проектами, включая Реджа Э. Кэти и Джейми Гектора в «Обычных людях» и Венделла Пирса в «Жизнеобеспечении».

## Фильмография
| Год  | Шоу                                   | Эпизод                                    | Примечания                                |
| ---- | ------------------------------------- | ----------------------------------------- | ----------------------------------------- |
| 2015 | Мистер Робот                          | "eps1.4_3xpl0its.wmv"                     | 1 сезон, 5 эпизод                         |
| 2015 | Мистер Робот                          | "eps1.2_d3bug.mkv"                        | 1 сезон, 3 эпизод                         |
| 2014 | Босх                                  | "Pilot"                                   | 1 сезон, 1 эпизод                         |
| 2011 | Босс                                  | "Reflex"                                  | 1 сезон, 2 эпизод                         |
| 2010 | Тримей                                | "Meet De Boys on the Battlefront"         | 1 сезон, 2 эпизод                         |
| 2010 | Закон и порядок                       | "Four Cops Shot"                          | 20 сезон, 17 эпизод                       |
| 2009 | Хорошая жена                          | "Unprepared"                              | 1 сезон, 8 эпизод                         |
| 2009 | Закон и порядок                       | "Dignity"                                 | 20 сезон, 5 эпизод                        |
| 2009 | Закон и порядок                       | "Take-Out"                                | 19 сезон, 16 эпизод                       |
| 2009 | Закон и порядок                       | "Chattel"                                 | 19 сезон, 8 эпизод                        |
| 2009 | Жеребец                               | "The Rita Flower or the Indelible Stench" | 1 сезон, 7 эпизод                         |
| 2009 | Пациенты                              | "April: Week Seven"                       | 2 сезон, 32 эпизод                        |
| 2009 | Пациенты                              | "April: Week Five"                        | 2 сезон, 22 эпизод                        |
| 2009 | Пациенты                              | "April: Week Four"                        | 2 сезон, 17 эпизод                        |
| 2009 | Большая любовь                        | "Empire"                                  | 3 сезон, 2 эпизод                         |
| 2008 | Закон и порядок                       | "Excalibur"                               | 18 сезон, 18 эпизод                       |
| 2008 | Закон и порядок                       | "Quit Claim"                              | 18 сезон, 7 эпизод                        |
| 2008 | Сплетница                             | "The Ex-Files"                            | 2 сезон, 4 эпизод                         |
| 2008 | Новый Амстердам                       | "Keep the Change"                         | 1 сезон, 5 эпизод                         |
| 2008 | Во все тяжкие                         | "Cancer Man"                              | 1 сезон, 4 эпизод                         |
| 2007 | Большая любовь                        | "Take Me As I Am"                         | 2 сезон, 11 эпизод                        |
| 2007 | Большая любовь                        | "Dating Game"                             | 2 сезон, 6 эпизод                         |
| 2007 | Жизнеобеспечение                      | Жизнеобеспечение                          | Телефильм                                 |
| 2007 | Закон и порядок: Преступное намерение | "Flipped"                                 | 6 сезон, 14 эпизод                        |
| 2006 | Закон и порядок: Преступное намерение | "Maltese Cross"                           | 6 сезон, 4 эпизод                         |
| 2006 | Прослушка                             | "Беглецы"                                 | 4 сезон, 4 эпизод                         |
| 2005 | Ангел                                 | Ангел                                     | Телефильм, продюсер, сценарист и режиссёр |
| 2004 | Обычные люди                          | Обычные люди                              | Телефильм, сценарист и режиссёр           |
| 2000 | Наша песня                            | Наша песня                                | Продюсер, сценарист и режиссёр            |
| 1996 | Выпускницы                            | Выпускницы                                | Сценарист и режиссёр                      |

## Дополнительные ссылки и рецензии на творчество
- Джим Маккей (англ.) на сайте Rotten Tomatoes
- Джим Маккей (англ.) на сайте Metacritic

### Рецензии
«Our Song» (2000)
- A. O. Scott. `Our Song': In a Drama of Brooklyn, Real Life Is a Co-Star (англ.). The New York Times (5 апреля 2000). Дата обращения: 30 марта 2016.
- Sam Adams. The Rest of the Fest (англ.). Philadelphia City Paper (4 мая 2000). Дата обращения: 30 марта 2016. Архивировано из оригинала 14 октября 2015 года.
- Roger Ebert. Our Song (англ.). RogerEbert.Com (6 июля 2001). Дата обращения: 30 марта 2016.
- Edward Guthmann. Film Clips / Also opening this week / Our Song (англ.). San Francisco Chronicle (10 августа 2001). Дата обращения: 30 марта 2016.
- Stephen Hunter. 'Our Song's' Poignant Chords: Band Beats Tough Times (англ.). The Washington Post (31 августа 2001). Дата обращения: 30 марта 2016.
- Desmond Ryan. Girls In The 'hood, Coming Of Age (англ.). Philadelphia Inquirer (5 мая 2000). Дата обращения: 30 марта 2016.
- Carrie Rickey. A different view of teenagers' lives: Seeing them through their perspective (англ.). Philadelphia Inquirer (14 сентября 2001). Дата обращения: 30 марта 2016.
- Jay Boyar. `Our Song' In Tune With Teens Dealing With Life's Twists, Turns (англ.). Orlando Sentinel (14 сентября 2001). Дата обращения: 30 марта 2016.
- Eric Harrison. Our Song. Houston Chronicles (10 августа 2001). Дата обращения: 30 марта 2016.
- Marjorie Baumgarten. Our Song (англ.). The Austin Chronicle (3 августа 2001). Дата обращения: 30 марта 2016.
- Saul Austerlitz. Buddying up (англ.). Boston Globe (22 июня 2013). Дата обращения: 30 марта 2016.

«Everyday People» (2004)
- Elvis Mitchell[англ.]. Film Festival Review; Elegy for a Local Restaurant (англ.). The New York Times (24 марта 2004). Дата обращения: 30 марта 2016.
- Moira Macdonald. Films this fall give young performers the chance to shine (англ.). The Seattle Times (17 сентября 2006). Дата обращения: 30 марта 2016.

«Ангел Родригес» (2005)
- Robert Koehler. Review: ‘Angel’ (англ.). Variety (20 сентября 2005). Дата обращения: 30 марта 2016.
- David Nusair. Angel (англ.). Reel Film Reviews (2005). Дата обращения: 30 марта 2016.